# Crnci
Crnci (cyr. Црнци) – wieś w Czarnogórze, w gminie Podgorica. W 2011 roku liczyła 186 mieszkańców.